# Anders Södergren
Hans Anders Södergren (Söderhamn, 17 de mayo de 1977) es un deportista sueco que compitió en esquí de fondo. 
Participó en tres Juegos Olímpicos de Invierno, entre los años 2006 y 2014, obteniendo dos medallas en la prueba de relevo, bronce en Turín 2006 (junto con Mathias Fredriksson, Mats Larsson y Johan Olsson) y plata en Vancouver 2010 (con Daniel Rickardsson, Johan Olsson y Marcus Hellner).
Ganó cinco medallas en el Campeonato Mundial de Esquí Nórdico entre los años 2003 y 2011.

## Palmarés internacional
| Juegos Olímpicos   | Juegos Olímpicos          | Juegos Olímpicos  | Juegos Olímpicos |
| Año                | Lugar                     | Medalla           | Prueba           |
| ------------------ | ------------------------- | ----------------- | ---------------- |
| 2006               | Turín (Italia)            | Medalla de bronce | Relevo 4 × km    |
| 2010               | Vancouver (Canadá)        | Medalla de oro    | Relevo 4 × km    |
| Campeonato Mundial |                           |                   |                  |
| Año                | Lugar                     | Medalla           | Prueba           |
| 2003               | Val di Fiemme (Italia)    | Medalla de plata  | 50 km            |
| 2003               | Val di Fiemme (Italia)    | Medalla de bronce | Relevo 4 × 10 km |
| 2007               | Sapporo (Japón)           | Medalla de bronce | Relevo 4 × 10 km |
| 2009               | Liberec (República Checa) | Medalla de plata  | 30 km            |
| 2011               | Oslo (Noruega)            | Medalla de plata  | Relevo 4 × 10 km |